# Promises and Lies
Promises and Lies è il decimo album in studio del gruppo reggae britannico UB40, pubblicato nel 1993. L'album ha raggiunto il numero 1 nel Regno Unito e il numero 6 negli Stati Uniti. È l'album più venduto della band, avendo venduto oltre 9 milioni di copie.
Il brano "Can't Help Falling in Love" è inserito nel film Sliver.

## Tracce
1. C'est la vie – 4:31
2. Desert Sand – 4:48
3. Promises and Lies – 3:38
4. Bring Me Your Cup – 5:41
5. Higher Ground – 4:21
6. Reggae Music – 4:06
7. Can't Help Falling in Love (cover di Elvis Presley) – 3:27
8. Now and Then – 3:40
9. Things Ain't Like They Used to Be – 4:01
10. It's a Long Long Way – 4:29
11. Sorry – 4:27